# Stützite
La stützite è un minerale.